# Corning, Kansas
Corning är en stad (city) i Nemaha County i delstaten Kansas, USA. 2010 hade staden 157 invånare.